# Адамівська сільська рада (Врадіївський район)
Адамівська сільська́ ра́да —колишній  орган місцевого самоврядування у Врадіївському районі Миколаївської області. Адміністративний центр — село Адамівка.

## Загальні відомості
- Населення ради: 733 особи (станом на 2001 рік)

## Населені пункти
Сільській раді були підпорядковані населені пункти:
- с. Адамівка
- с. Новогригорівка

## Склад ради
Рада складалася з 14 депутатів та голови.
- Голова ради: Потреба Наталя Василівна

### Керівний склад попередніх скликань
| ПІБ                               | Основні відомості                                                         | Дата обрання | Дата звільнення |
| --------------------------------- | ------------------------------------------------------------------------- | ------------ | --------------- |
| Гулікашвілі Людмила Олександрівна | Сільський голова, 1965 року народження, освіта вища, позапартійна         | 26.03.2006   | 31.10.2010      |
| Гулікашвілі Людмила Олександрівна | Сільський голова, 1965 року народження, освіта вища, позапартійна         | 31.10.2010   | 09.09.2012      |
| Потреба Наталя Василівна          | Сільський голова, 1958 року народження, освіта вища, член Партії регіонів | 09.09.2012   |                 |

Примітка: таблиця складена за даними сайту Верховної Ради України

## Населення
За переписом населення України 2001 року в сільській раді мешкало 728 осіб.

### Мова
Розподіл населення за рідною мовою за даними перепису 2001 року:
| Мова       | Відсоток |
| ---------- | -------- |
| українська | 95,09 %  |
| російська  | 2,73 %   |
| молдовська | 1,91 %   |
| інші       | 0,27 %   |